# Tuczna

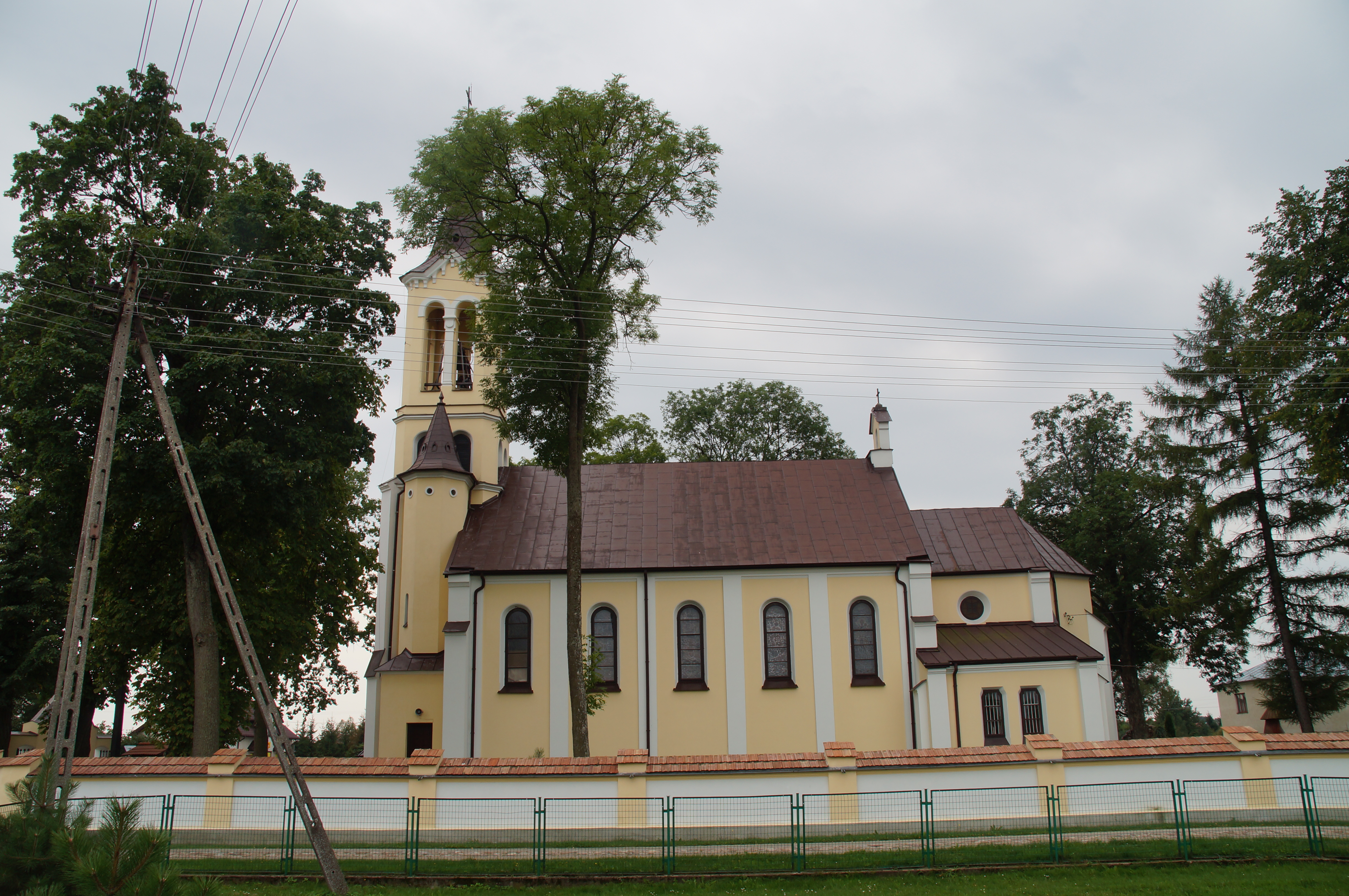
Iglesia de Santa Ana en Tuczna

Tuczna [pronunciación en polaco: /ˈtut͡ʂna/] es un pueblo ubicado en Distrito de Biała Podlaska, Voivodato de Lublin, en Polonia oriental. Es el asiento del gmina (distrito administrativo) llamado Gmina Tuczna. Se encuentra aproximadamente a 28 kilómetros al sureste de Białun Podlaska y a 93 kilómetros al noreste de la capital regional Lublin.